# Paul Vernière
Pour les articles homonymes, voir Vernière.
Paul Vernière, né le 27 juin 1916 à Chazelles-sur-Lyon et mort le 7 décembre 1997 à Saint-Ouen-l'Aumône, est un universitaire français.

## Biographie
Paul Vernière se marie avec Yvonne Vernière durant ses années de classes préparatoires au lycée Louis-le-Grand et entre à l'École normale supérieure en 1937 par le concours Lettres. Il obtient l'agrégation de lettres en 1941. 
En 1954, il présente sa thèse de doctorat intitulée Spinoza et la pensée française avant la Révolution qui sera éditée aux Presses universitaires de France. Sa thèse complémentaire s'intitule Le rêve de d'Alembert : entretien entre d'Alembert et Diderot. En 1964, il devient le premier secrétaire général de la Société Française d’Étude du Dix‑huitième Siècle (SFEDS) jusqu'en 1970. En 1971, il devient vice-président de la SFEDS.
En 1966, il obtient le Prix Eugène-Carrière pour l'édition des Œuvres politiques et Mémoires pour Catherine II, de Diderot.
Il est professeur à la Sorbonne. En 1987, il devient vice-président de la Société Montesquieu (dont le but est l'édition des œuvres complètes de Montesquieu) puis membre d'honneur. Il siège également au conseil scientifique de la Société Montesquieu.

## Travaux
Il est spécialiste de Spinoza, puis de Diderot (dont il est un des pionniers de l'édition de ses écrits) et enfin de Montesquieu.

## Ouvrages
- 1954 : Spinoza et la pensée française avant la Révolution, Presses universitaires de France.
- 1967 : Diderot, ses manuscrits et ses copistes, Klincksieck.
- 1977 : Montesquieu et l'Esprit des lois ou la raison impure.
- 1988 : Lumières ou clair-obscur ?, Presses universitaires de France.